# Cornelius van Hille
Cornelis Joos van Hille (Ieper, 20 februari 1540 - Rotterdam, 18 september 1600), ook Hillenius of Verhill genoemd, was een Zuid-Nederlands gereformeerd predikant.

## Levensloop
Van Hille was een zoon van Joost Adriaenszoon van Hille en Catelijne Van Comines. Nadat Joost overleden was, hertrouwde zijn weduwe in 1571 met Ynghel Marselis, een Brusselse weduwnaar.
Cornelius bekeerde zich al heel jong tot het hervormde geloof. Hij was een van de 190 ondertekenaars van de overeenkomst die de hervormden in Ieper op 20 september 1566 sloten met het stadsbestuur, met betrekking tot het houden van godsdienstoefeningen. Zoals vele andere inwoners van zijn geboortestad, week hij uit, waarschijnlijk in 1567, samen met zijn ouders, alvast met zijn moeder, naar Engeland. Daar ontving hij op 4 februari 1568 het rechterlijk bevel om in Brussel voor de inquisitie te verschijnen, waar hij geen gevolg aan gaf.
Hij trouwde met Digna van Dongen, en hun eerste zoon (die later ook predikant werd) werd geboren en gedoopt in Norwich. Cornelius behoorde nochtans niet tot de predikanten die in die stad de Nederlandse vluchtelingengemeente dienden. Misschien was hij te vereenzelvigen met de Cornelis Joossen die in 1569 diaken was van de Londense gemeente. Andere documenten melden (De Vries, Genève pépiniaire du Calv. Holl., I, 48) dat hij onder de naam Cornelis Judoci op 22 oktober 1570 in Genève als student werd ingeschreven. Of hij dit was of niet, in ieder geval was hij in 1571 terug in Norwich waar hij zijn Siecken Troost publiceerde. Dit vaak herwerkte, uitgebreide en veelvuldig gedrukte werk is de voornaamste reden die heeft bijgedragen tot de beroemdheid van Cornelis van Hille.
Op 1 november 1575 werd hij predikant in de vluchtelingenkerk van Great Yarmouth en verhuisde in dezelfde hoedanigheid in 1576 naar Haamstede. In 1577 verhuisde hij opnieuw, ditmaal naar de Zuidelijke Nederlanden, waar hij zich als predikant vestigde in Oudenaarde. Op 29 juli 1578 nam hij deel aan de klassikale vergadering in Gent en wat later werd hij predikant in deze stad. Hij bleef deze functie uitoefenen totdat de stad op 17 september 1584 door hertog van Parma werd ingenomen. Dit betekende het einde van de calvinistische republiek en op 25 en 26 september verlieten de gereformeerde predikanten gezamenlijk de stad.
Cornelius kon onmiddellijk in dienst treden in Rotterdam en werd door de burgerlijke overheid van een wedde voorzien. In 1588 nam hij deel aan de Zuid-Hollandsche synode in Schiedam en in september 1598 woonde hij de synode in Dordrecht bij.

## Publicaties
- Den Siecketroost, twelck is een onderwijzinghe van den rechte gheloove in den wech der saligheytom gewillichlijck te sterven, Norwich, 1571 & Leiden, 1572, Dordrecht, 1574 en 1576; vermeerderde uitgave in Gent, 1579, Middelburg, 1591, Leiden, 1596
- Sommige ghebeden die men by den crancken gebruyken mach.
- Een troostelick Gesanck van de onuitsprekelijke bermherticheyt Godts  over ons arme sonaers.
- Een christelijk sermoen van de ghelucksalicheyt dergenen die in den Heere sterven.